# Dimspik
Dimspik är en typ av brandsläckningsredskap, bestående av ett strålrör som förs in genom till exempel en vägg eller ett tak och sprider en "dimma" av små vattendroppar. Det används framförallt när man vill släcka bränder i dolda utrymmen, såsom vindar, stängda rum eller i packat material.
Dimspiken finns i några olika varianter: "Attack" som sprider vattnet framåt, "Begränsning" som sprider vattnet mest i sidled. Båda är för räddningstjänstens traditionella lågtryckssystem (ca 10 bar). Dessutom finns olika varianter för högtryckssystem (ca 40 bar).
Dimspiken konstruerades av brandförman Lennart Strand i slutet av 1980-talet.